# Eritropidae
De Eritropidae zijn een familie van uitgestorven tweekleppigen uit de orde Afghanodesmatida.